# Бальчев, Анатолий Маркович
Анатолий Маркович Бальчев (род. 28 июля 1946 года) — российский композитор, актёр, сценарист и режиссёр.

## Жизнь и творчество
Анатолий Маркович Бальчев родился 28 июля 1946 года в Москве.
Работал как композитор, создавая пьесы для кино и театра, а также песни для звёзд российской эстрады и выпуская альбомы с собственными песнями.
Руководил джаз-бандом в ресторане "Архангельское".
Как композитор написал музыку к семи фильмам: «Просто Саша» (1976), «Миг удачи» (1977), «Единственный мужчина» (1981), «Робинзон и самолет» (1982, анимационный), «Veniks. Половые щетки» (1991), «Простые истины» (1999, 1, 2 и 3 серия) и «Пассажир из Сан-Франциско» (2019).
В 1990 году дебютировал в качестве режиссёра, поставив в студии ЦДРИ спектакль по собственной пьесе «Кафе поэтов».
В 1990-х годах был сопродюсером российско-американского проекта «Копы в России», русской версии телешоу «Копы» телеканала «Fox».
В 1998 году основал киностудию «Аполло», первым проектом которой стал документальный фильм о жизни и творчестве выдающегося русского художника Михаила Шемякина, ныне живущего в США.
Интенсивное изучение кинематографа, практикуемого в Голливуде, позволило ему стать режиссёром российско-американского фильма «Пассажир из Сан-Франциско». Он написал несколько сценариев, ожидающих экранизации.
Был знаком с В. С. Высоцким, в память о котором снял документальный фильм
«Высоцкий. Неизвестные страницы» (2017), к которому написал сценарий и музыку.

## Фильмография
- Пассажир из Сан-Франциско (Passenger from San Francisco), 2014
- Высоцкий. Неизвестные страницы (Vysotsky, Unknown Pages), 2017
- 80-летие Владимира Высоцкого, 2018

## Песни
- «Пасхальная»
- «Романс» на стихотворение Николая Гумилёва «Однообразные мелькают...»
- «Хризантемы»
- «У зим бывают имена»
- «Зимняя ночь» на одноимённое стихотворение Бориса Пастернака
- «Ялта»
- «Попытка самоубийства» на стихи Владимира Высоцкого